# Грабівці (Старосинявський район)
Грабівці (Грабовець) — село, що існувало в Україні з XVI до середини XIX ст., у Старосинявському районі Хмельницької області (Летичівського повіту Подільської губернії). Варіанти назв: Grabowcze (1530), Грабовцы (1542), Grabowce (1668), Грабове (1862).   
За відомостями 1836-1838 років у селі Грабівці проживало 163 особи.   
У кінці 1830-их рр. після конфіскації маєтностей у князя Адама Чарторийського, якому належали села у меджибізькому ключі, старости поселень Грабівці і Золотаренки, наказали мешканцям переселитись за дві версти до села Паньківців.  
За переказами жителів села Паньківці на місці села Грабівці до середини XX ст. існували сушарні, що збереглись з часу коли там жили люди.
Поблизу колишнього села Грабівці протікає річна Кудинка.  

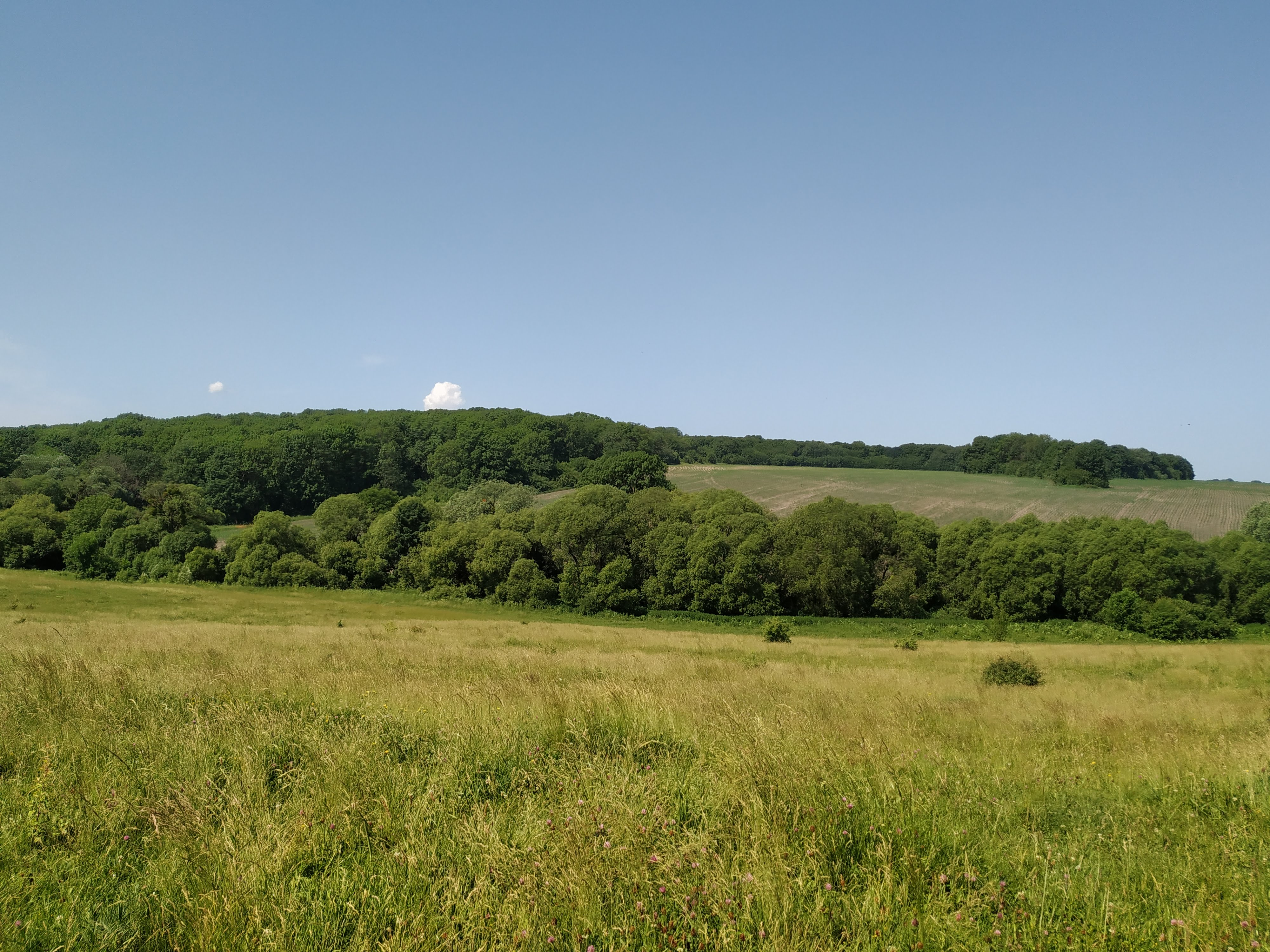

У 2019 році на місці колишнього села до тепер можна прослідкувати де були вулиці та хати. 

## Архівні дані
У Центральному державному історичному архіві України, м. Київ(ЦДІАК України) збереглись метричні книги за: 1762-1821 роки.